# Scottish Cup 1874-1875
La Scottish Cup 1874-1875 è stata la seconda edizione della Scottish Cup. Il torneo fu vinto dal Queen's Park che prevalse per 3-0 sul Renton nella finale, ottenendo il suo secondo trofeo consecutivo.

## Calendario della competizione
| Turni            | Date                             | Partite disputate | Club  | Nuove partecipanti |
| ---------------- | -------------------------------- | ----------------- | ----- | ------------------ |
| Primo Turno      | 10/24 ottobre 1874               | 12 (10 giocate)   | 25→13 | 25                 |
| Secondo Turno    | 21 novembre 1874/16 gennaio 1875 | 6                 | 13→7  | -                  |
| Quarti di Finale | 26 dicembre 1874/30 gennaio 1875 | 3 (2 giocate)     | 7→4   | -                  |
| Semifinale       | 6 marzo/3 aprile 1875            | 2                 | 4→2   | -                  |
| Finale           | 10 aprile 1875                   | 1                 | 2→1   | -                  |

## Primo Turno
| Squadra Locale | Punteggio                                       | Squadra Ospite       | Data            |
| -------------- | ----------------------------------------------- | -------------------- | --------------- |
| Rangers        | 2-0                                             | Oxford               | 10 ottobre 1874 |
| Dumbarton      | 3-0                                             | Arthurlie            | 17 ottobre 1874 |
| Eastern        | 3-0                                             | 23rd Renfrew RV      | 17 ottobre 1874 |
| Rovers         | 1-1                                             | Hamilton Academical  | 17 ottobre 1874 |
| Helensburgh    | 3-0                                             | 3rd Edinburgh RV     | 17 ottobre 1874 |
| Kilmarnock     | 4-0                                             | Vale Of Leven Rovers | 17 ottobre 1874 |
| Third Lanark   | 0-0                                             | Barrhead             | 17 ottobre 1874 |
| Clydesdale     | 0-0                                             | Vale Of Leven        | 24 ottobre 1874 |
| Dumbreck       | 5-1                                             | Alexandra Athletic   | 24 ottobre 1874 |
| West End       | 3-0                                             | Star Of Leven        | 24 ottobre 1874 |
| Western        | 0-1                                             | Queen's Park         | 24 ottobre 1874 |
| Renton         | Qualificata per ritiro dell'avversaria          | Blythswood           |                 |
| Standard       | Qualificata automaticamente al turno successivo |                      |                 |

### Replay
| Squadra Locale      | Punteggio                              | Squadra Ospite | Data            |
| ------------------- | -------------------------------------- | -------------- | --------------- |
| Third Lanark        | 1-0                                    | Barrhead       | 24 ottobre 1874 |
| Hamilton Academical | 0-0                                    | Rovers         | 24 ottobre 1874 |
| Clydesdale          | Qualificata per ritiro dell'avversaria | Vale Of Leven  |                 |

### Secondo Replay
| Squadra Locale | Punteggio                              | Squadra Ospite      | Data |
| -------------- | -------------------------------------- | ------------------- | ---- |
| Rovers         | Qualificata per ritiro dell'avversaria | Hamilton Academical |      |

## Secondo Turno
| Squadra Locale | Punteggio                                       | Squadra Ospite | Data             |
| -------------- | ----------------------------------------------- | -------------- | ---------------- |
| Third Lanark   | 0-0                                             | Standard       | 21 novembre 1874 |
| Clydesdale     | 1-0                                             | Dumbreck       | 21 novembre 1874 |
| Kilmarnock     | 0-3                                             | Eastern        | 21 novembre 1874 |
| Queen's Park   | 7-0                                             | West End       | 21 novembre 1874 |
| Renton         | 2-0                                             | Helensburgh    | 21 novembre 1874 |
| Rangers        | 0-0                                             | Dumbarton      | 28 novembre 1874 |
| Rovers         | Qualificata automaticamente al turno successivo |                |                  |

### Replay
| Squadra Locale | Punteggio | Squadra Ospite | Data             |
| -------------- | --------- | -------------- | ---------------- |
| Standard       | 0-2       | Third Lanark   | 28 novembre 1874 |
| Dumbarton      | 1-0       | Rangers        | 12 dicembre 1874 |
| Clydesdale     | 1-0       | Dumbreck       | 16 gennaio 1875  |

## Quarti di Finale
| Squadra Locale | Punteggio                                       | Squadra Ospite | Data             |
| -------------- | ----------------------------------------------- | -------------- | ---------------- |
| Renton         | 1-0                                             | Eastern        | 26 dicembre 1874 |
| Dumbarton      | 1-0                                             | Third Lanark   | 30 gennaio 1875  |
| Queen's Park   | Qualificata per ritiro dell'avversaria          | Rovers         |                  |
| Clydesdale     | Qualificata automaticamente al turno successivo |                |                  |

## Semifinale
| Squadra Locale | Punteggio | Squadra Ospite | Data          |
| -------------- | --------- | -------------- | ------------- |
| Dumbarton      | 1-0       | Renton         | 6 marzo 1875  |
| Clydesdale     | 0-0       | Queen's Park   | 20 marzo 1875 |

### Replay
| Squadra Locale | Punteggio | Squadra Ospite | Data          |
| -------------- | --------- | -------------- | ------------- |
| Queen's Park   | 2-2       | Clydesdale     | 27 marzo 1875 |
| Renton         | 1-1       | Dumbarton      | 27 marzo 1875 |

### Secondo Replay
| Squadra locale | Punteggio | Squadra ospite | Data          |
| -------------- | --------- | -------------- | ------------- |
| Clydesdale     | 0-1       | Queen's Park   | 3 aprile 1875 |
| Dumbarton      | 0-1       | Renton         | 3 aprile 1875 |

## Finale
| Arbitro: | A. Campbell |

|                                                           |           |  |
| Angus MacKinnon 55’ Thomas Highet 70’ Billy MacKinnon 75’ | Marcatori |  |